# Sweet (雑誌)
『sweet』（スウィート）は、宝島社発行の女性向け月刊ファッション雑誌。毎月12日発売。

## 概要
20代後半の女性をターゲットにしたファッション雑誌。コンセプトは、「大人可愛いスウィートワールド」。キャッチコピーは「改めまして！28歳一生女のコ宣言♡」。1999年創刊。
掲載コーディネートは大人可愛い系が多い。
分量は100－200ページと、号による開きが大きく、また記事のうち三分の一程度はスポンサーのついたタイアップ記事が多く、ノンブルが振られていないことが多い。2002年に女性ファッション誌で初めて付録をつけた。毎号付録として人気ブランドやキャラクターのアイテムがついている。
かつて『宝島』で連載していた読者投稿コーナーVOWを、『宝島』休刊後に引き継ぐ形で連載している。

## モデル
公式サイトに準拠

### レギュラーモデル
- 池田美優
- emma
- 瑛茉ジャスミン
- 小澤美里
- 齋藤飛鳥
- 佐藤晴美
- 田中芽衣
- 谷まりあ
- なごみ
- Niki
- 野崎萌香
- 長谷川ミラ
- 牧野真莉愛
- ミチ
- 森香澄
- 八木アリサ
- 矢吹奈子
- 吉木千沙都

### 過去のモデル
- アリス
- ikumi
- 石田ニコル
- 市川紗椰
- 大屋夏南
- 加賀美セイラ
- 加藤玲奈
- 木下ココ
- クリスティーナ
- 小嶋陽菜
- 紗栄子
- 佐藤栞里
- 佐原モニカ
- SHIHO
- 上西星来
- 白石麻衣
- 鈴木えみ
- 竹下玲奈
- NOMA
- 平子理沙
- マギー
- 湊ジュリアナ
- 宮田聡子
- 矢野未希子
- 吉川ひなの
- 梨花
- ローラ
- 渡辺麻友

## オトナミューズ
2012年秋以降、年2回のペースで対象年齢を30代以上に引き上げた増刊号『Sweetオトナミューズ』 (e-MOOK) として展開された。発売日は、号によりばらつきがあったが、おおむね24-27日であった。
当初より梨花をメインキャラクターに起用しており、ラグジュアリーブランドの商品も通常刊より多く掲載している。
2014年春号（同年1月26日発売）よりタイトルを『otona MUSE』に変更し、このタイトルにて同年3月26日発売以降単独月刊化された。毎月28日発売（日祝日・年末などは26-27日にずれ込む）。なお、単独刊に移行するにあたり、付録グッズつきとなっている。
2015年12月号（同年10月28日発売）より、梨花が専属モデルに就任。